# إيروندي بوغليسي
إيروندي بوغليسي (3 أغسطس 1947 - 12 أبريل 2021) سياسي برازيلي وعضوة في حزب الحركة الديمقراطية.

## السيرة الشخصية
عملت كعضو في الجمعية التشريعية لبارانا من 1995 إلى 1999 و1983 إلى 1991.
توفيت في 12 أبريل 2021 من جراء مرض كوفيد 19 في أرابونغاس خلال الجائحة في البرازيل.